# Atenajos

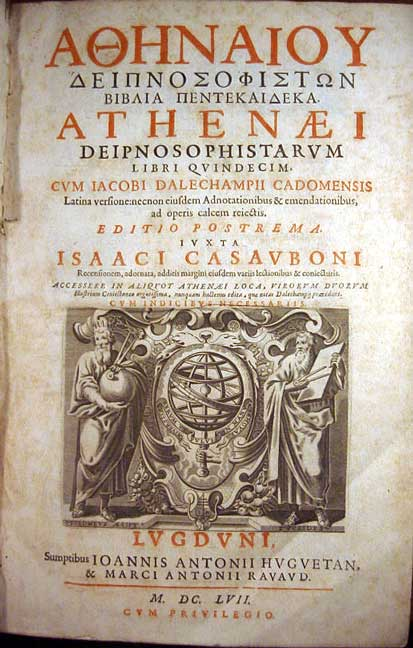
Deipnosophistae Atenajosa, wydanie 1657

Atenajos z Naukratis (stgr. Ἀθήναιος Nαυκρατίτης Athenaios Naukratites, łac. Athenaeus Naucratita) – grecki retor i gramatyk działający na przełomie II i III wieku n.e. Autor zachowanej do naszych czasów Deipnosophistae (Uczty mędrców).

## Życiorys
Atenajos urodził się w Naukratis, w prowincji Egipt w cesarstwie rzymskim, około drugiej połowy II wieku n.e. Księga Suda podaje, że żył „w czasach cesarza Marka”. Niestety nie wiadomo, czy bizantyjski skryba miał na myśli Marka Aureliusza, czy jego następcę Kommodusa (Marka Antoninusa). Wiadomo, że Oppian – autor poematu Halieutica – tworzył nieznacznie wcześniej, ponieważ wspomniane dzieło zostało przywołane w Księdze I Uczty. Ze sposobu w jaki Atenajos opisuje cesarza Kommodusa wnioskować można, że ten już nie żył kiedy powstawała Księga XII. Dlatego też przyjmuje się, że Atenajos urodził się w czasach rządów Marka Aureliusza, a działał za panowania jego następców.

## Deipnosophistae
Jedyna zachowana do naszych czasów praca Atenajosa składa się z piętnastu ksiąg. Jest to zbiór anegdot, fragmentów dzieł poetyckich, historycznych, dramatycznych, filozoficznych, oratorskich, medycznych, ale przede wszystkim gastronomicznych. Atenajos opowiada w nim swojemu przyjacielowi Timokratesowi przebieg wyimaginowanego bankietu, który odbył się w domu bogatego Rzymianina Laurencjusza, a gościły na nim tak znane postaci epoki jak Galen i Ulpian Domicjusz. Utwór ma formę dialogu, a rozmowa biesiadników posłużyła za szkielet, w który autor wplótł ok. 10 tys. wersów należących do ponad 1250 autorów dzieł w większości nie zachowanych do naszych czasów. Przyjmuje się, że przynajmniej część tekstu powstała po 228 n.e., tzn. po śmierci Ulpiana Domicjusza. Współcześnie Deipnosophistae odgrywa bardzo istotną rolę w badaniach nad zaginioną literaturą antyczną, a w szczególności komedią rzymską.

## Bibliografia

Deipnosophistae, 1535